# Hebert Revetria
Hebert Revetria (Montevideo, 27 agosto 1955) è un ex calciatore uruguaiano, di ruolo centrocampista.

## Carriera

### Club
Ha giocato nella massima serie dei campionati uruguaiano, brasiliano, messicano, colombiano e cileno.

### Nazionale
Dal 1975 al 1976 ha giocato 7 partite con nazionale uruguaiana, prendendo parte alla Copa América 1975.

## Palmarès

### Club

#### Competizioni nazionali
- Campionato uruguaiano: 3

Nacional: 1972
Peñarol: 1985, 1986
- Campionato cileno: 1

Cobreloa: 1988

#### Competizioni statali
- Campionato Mineiro: 1

Cruzeiro: 1977